# San Narith
San Narith (sinh ngày 7 tháng 11 năm 1986) là một cầu thủ bóng đá đến từ Campuchia. Anh ra mắt lần đầu cho Đội tuyển bóng đá quốc gia Campuchia năm 2008.

## Danh hiệu

### Câu lạc bộ
Phnom Penh Crown
- Giải bóng đá vô địch quốc gia Campuchia: 2011
- Cúp Chủ tịch AFC 2011: Á quân

Nagacorp FC
- Hun Sen Cup: 2013